# Banca centrale del Congo
La Banca Centrale del Congo (in Lingala: Ndaku Monene ya Bokéngeli Mbongo ya Mboka Kongo), colloquialmente conosciuta con l'acronimo BCC, è la banca centrale dello stato africano della Repubblica Democratica del Congo. Il suo quartier generale si trova in Boulevard Colonel Tshatshi a Gombe, Kinshasa, circondato da importanti istituzioni tra cui il Palais de la Nation, la Biblioteca Nazionale e diversi ministeri governativi.
Istituita ai sensi della legge n. 005/2002 del 7 maggio 2002, la Banca Centrale del Congo opera come entità indipendente con la capacità giuridica di stipulare contratti, acquisire e alienare proprietà e partecipare a procedimenti giudiziari. Il suo capitale è interamente posseduto dallo stato congolese.
La moneta ufficiale è la franco congolese. Dal 1967 al 1997 emetteva la moneta ufficiale della Repubblica dello Zaire, la valuta era lo zaire.

## Storia
La Banca Centrale del Congo è stata formalmente istituita il 30 luglio 1951 come Banca Centrale del Congo Belga e del Ruanda-Urundi (Banque Centrale du Congo Belge et du Ruanda-Urundi; BCCBRU). Questa istituzione fungeva da autorità di emissione per il Congo belga e il Ruanda-Urundi, che erano allora colonie belghe. Dopo l'indipendenza della Repubblica del Congo nel 1960, un accordo raggiunto a Ginevra nello stesso anno pose le basi per lo scioglimento della BCCBRU e la creazione di due banche centrali separate, una per il Congo da poco indipendente e l'altra per il Ruanda-Urundi. Il 3 ottobre 1960, un decreto legge istituì il Consiglio monetario della Repubblica del Congo (Conseil Monétaire de la République du Congo), incaricato di elaborare proposte per una nuova banca centrale e un nuovo sistema finanziario adatti alle esigenze del paese dopo l'indipendenza.

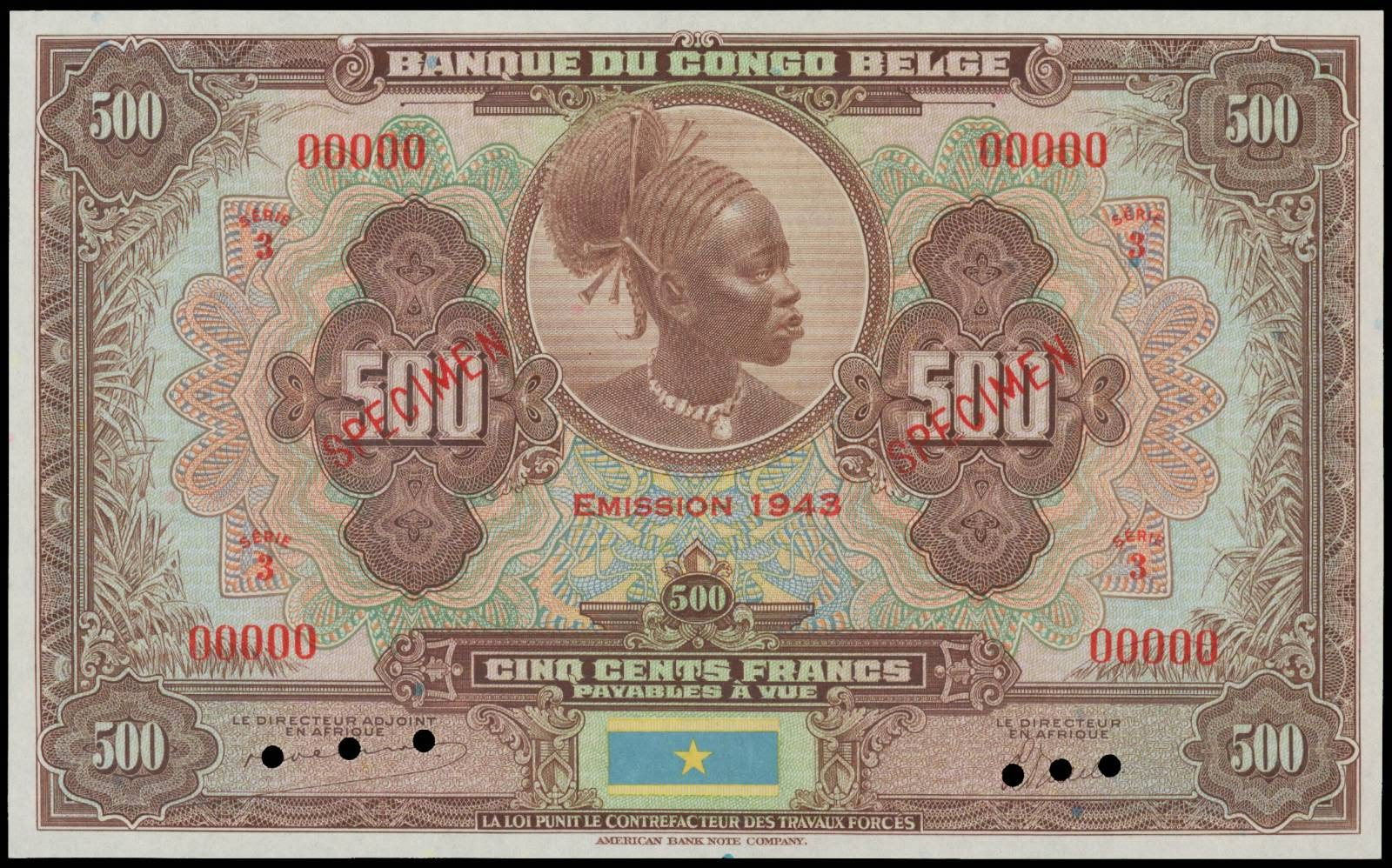
500 franchi nel 1943

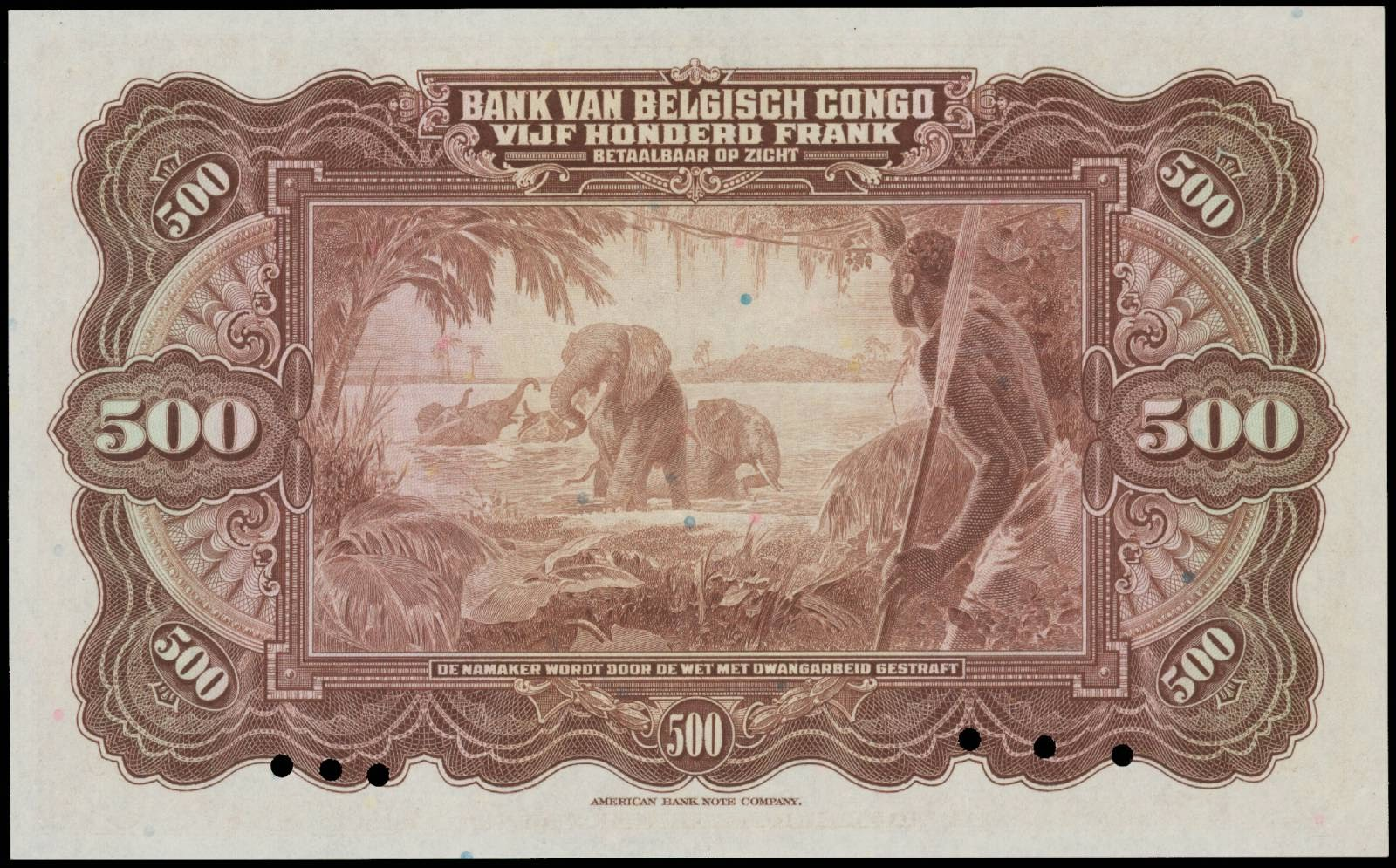
Il rovescio di 500 franchi del 1943

Il 16 febbraio 1961 fu ratificata a Brazzaville la Convenzione belgo-congolese relativa alla liquidazione della BCCBRU e poco dopo, il 23 febbraio 1961, la Banca Nazionale del Congo (Banque Nationale du Congo; BNC) è stato ufficialmente creato con un decreto legge. Tuttavia, il Consiglio monetario assunse temporaneamente le responsabilità della banca fino al 22 giugno 1964, quando la BNC iniziò formalmente le operazioni. A seguito del cambio di nome del paese in Zaire nel 1971, la BNC fu rinominata Banca Nazionale dello Zaire (Banque Nationale du Zaire; BNZ) con ordinanza di servizio n. 218 del 4 novembre 1971. Questo fu rapidamente modificato dall'ordine di servizio n. 219 del 25 novembre 1971, trasformando l'istituto nella Banca dello Zaire (Banque du Zaire; BZ).
Nel 1997, in seguito al cambiamento politico che portò al rovesciamento del regime di Mobutu Sese Seko e alla ridenominazione del paese in Repubblica Democratica del Congo, la Banca dello Zaire fu trasformata nella Banca Nazionale del Congo (Banque Nationale du Congo; BNC) ancora una volta. Infine, nel 2002, l'istituzione è stata ristrutturata e rinominata Banca Centrale del Congo (Banque Centrale du Congo; BCC).
Nel corso di queste transizioni, la valuta del paese ha subito diversi cambiamenti: dal franco congolese ereditato dal periodo coloniale allo Zaire nel 1967, seguito dal nuovo Zaire nel 1993, fino al ritorno al franco congolese nel 1998.